# Studzianka (województwo warmińsko-mazurskie)
Studzianka (niem. Wonneberg) – wieś w Polsce położona w województwie warmińsko-mazurskim, w powiecie olsztyńskim, w gminie Jeziorany.
W latach 1975–1998 miejscowość położona była w województwie olsztyńskim. Osada znajduje się w historycznym regionie Warmia.